# アイシンコムセンター
アイシンコムセンターは、愛知県刈谷市にあるアイシングループの展示施設（企業博物館）。

## 説明
2001年（平成13年）11月に、アイシン精機（現:アイシン）の会社創立35周年を記念し本社敷地内に建設された。建設当時は地上1階建て（一部中2階）で延床面積は2,242m2であったが、2015年（平成27年）には創立50周年記念事業として全面改装され、地上2階建て延床面積約2,809m2に拡張されている。
館内はリニューアルに伴いグループの概要や企業活動、グループや製品の歴史、自動車関連製品の展示など従来からの展示に加え、プロジェクションマッピングシアターや製品の機能や仕組みを体験できるコーナーが追加されている。

## 主な展示
- コーポレートゾーン : グループの概要・企業活動などの紹介[1]
- ヒストリーゾーン : グループの歴史と歴代製品の展示[1]
- プロダクツゾーン : グループの自動車関連製品展示[1]
- ライフ&エネルギーゾーン : グループの住生活・エネルギー関連製品の展示[1]
- ものづくりゾーン : グループのものづくりを研究開発、評価試験、生産技術の視点で紹介[1]
- プロジェクションマッピングシアター : 実物大のクルマの模型にプロジェクションマッピングを施したシアター[1]

## 利用案内
- 開館時間 : 9:00 - 17:00（入館は16:30まで）
- 休館日 : 土・日曜日および会社休日
- 入館料 : 無料

## 交通アクセス
- JR東海道本線・名鉄三河線刈谷駅から徒歩約15分。